# Matràs de fons rodó

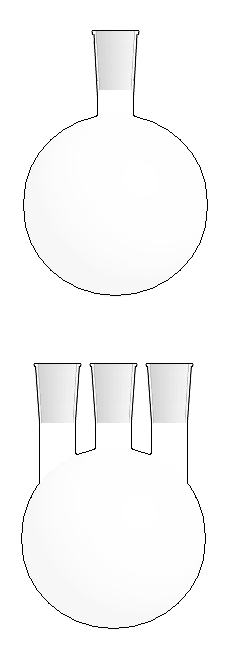
Matrassos d'un i tres colls respectivament

Un matràs de fons rodó és un recipient de vidre de laboratori que té la part inferior esfèrica i s'utilitza per treballs químics i bioquímics principalment. A la part superior disposen d'una secció tubular coneguda com a coll amb una obertura al capdamunt. El matrassos de dos o tres colls són també comuns. Pel que fa a la capacitat n'hi ha des de 5 mL a 5 L, amb el volum generalment inscrit al vidre. Actualment la major part estan fabricats de vidre de silicat de bor que és altament resistent a les altes temperatures.
A causa del fons esfèric se solen utilitzar uns anells de suro per tal de mantenir-los drets. Durant el seu ús solen subjectar-se pel coll amb unes pinces.

## Aplicacions
La forma rodona en aquest recipients permet un escalfament més un uniform o, en el seu cas, un procés d'ebullició uniforme. Per tant, el matrassos de fons esfèric s'utilitzen en una gran varietat d'aplicacions on el contingut ha de ser escalfat o evaporat. Principalment s'empren en processos de destil·lació com recipients de destil·lació o per recollir el destil·lat. Els d'un sol coll s'utilitzen sovint en evaporadors rotatoris.
També són de gran utilitat en processos de reaccions químiques endotèrmiques, és a dir, aquelles que requereixen una aportació de calor per a dur-se a terme. Encara que el procés és molt homogeni normalment cal usar fitxes ceràmiques per afavorir la nucleació de bombolles i accelerar així el procés de canvi d'estat. Existeixen gran quantitat d'elements d'escalfament (manta calefactora…) que tenen una forma adaptada a aquest tipus concret de matràs. En altres ocasions també es poden tenir banys calents com a font calorífica.